# الضيف (فلم)
الضيف (بالإنجليزية: The Guest) هو فيلم إثارة نفسية أمريكي من إخراج وتحرير آدم وينغارد وكتابة سايمون باريت. الفيلم من بطولة دان ستيفنز ومايكا مونرو وبريندان ماير ولانس ريديك. أحداث الفيلم تتبع جندي يزور عائلة جندي آخر مات في حرب أفغانستان ويدعى أنه صديقه، فترحب به العائلة لكن سلسلة من الأحداث تدفع العائلة للشك بأمره.
عرض الضيف بعرضه الأول في مهرجان صاندانس السينمائي في 17 يناير 2014. أدم وينجراد وسايمون باريت سبق لهما العمل معاً في فيلمها السابق (أنت التالي) You're Next.وقد صدر الضيف عالمياً في 17 سبتمبر 2014.
بالرغم من عدم نجاح الفيلم في شباك التذاكر إلا أنه تلقى إشادة كبيرة من النقاد وحصد إعجاب المشاهدين سواء على مستوى الإخراج، التمثيل أو الموسيقى التصويرية.حصل الفيلم في موقع الطماطم الفاسدة على تقييم 90% بناءً على 96 مراجعة.
تعود قصة الفيلم بإختصار إلى شخص يزور عائلة صديقه في الجيش المتوفي اثر الحرب في أفغانستان تستقبله عائلته ليقض معهم بعض الوقت ولكن مع مرور ببعض الأحداث أصبحت هذه العائلة تشك في امره لأن لديه لعض التصرفات الغريبة والمرعبة لي يتبين في النهاية انه عبارة عن آلة تقتل البشر وذلك بإخضاعه لي بعض التجارب لي يصنعو منه سلاح يعمل لي حساب الحكومة الأمريكية ولكن يفقدون السيطرة عليه واصبح يقتل كل من هو امامه دون ان ترف له جفن

## روابط خارجية
- الضيف على موقع IMDb (الإنجليزية)
- الضيف على موقع ميتاكريتيك (الإنجليزية)
- الضيف على موقع روتن توميتوز (الإنجليزية)
- الضيف على موقع نتفليكس (الإنجليزية)
- الضيف على موقع قاعدة بيانات الأفلام العربية
- الضيف على موقع ألو سيني (الفرنسية)
- الضيف على موقع أول موفي (الإنجليزية)
- الضيف على موقع بوكس أوفيس موجو (الإنجليزية)
- الضيف على موقع فيلمافينيتي (الإسبانية)
- الضيف على موقع قاعدة بيانات الفيلم (الإنجليزية)
- Official site